# Gornji Palež
Gornji Palež es un pueblo ubicado en el municipio de Kiseljak, en el cantón de Bosnia Central, Bosnia y Herzegovina.

## Superficie
Cuenta con una superficie de 2,17 kilómetros cuadrados.

## Demografía
Hasta 2013 la población era de 88 habitantes, con una densidad de población de 40,5 habitantes por kilómetro cuadrado.